# Serge Korber
Serge Korber (Parigi, 1º febbraio 1936 – Brens, 23 gennaio 2022) è stato un regista e sceneggiatore francese.

## Biografia
Nato in una famiglia ebraica di umili origini, durante la seconda guerra mondiale fu partigiano nelle file del Movimento Giovani Comunisti di Francia. Negli anni '50 fondò a Parigi il cabaret Le Cheval d'or, dove mossero i primi passi tra gli altri Pierre Richard e Boby Lapointe. All'inizio degli anni '60 divenne direttore delle luci per artisti come Édith Piaf e Gilbert Bécaud e successivamente divenne direttore del celebre teatro Olympia.
Dopo aver mosso i primi passi come attore, dapprima nel suo cabaret e successivamente in piccoli ruoli in film di François Truffaut e Agnès Varda (come in Cleo dalle 5 alle 7), nel 1962 fece il suo esordio registico con il corto Un Jour à Paris. Diresse il primo lungometraggio alla metà degli anni '60 e si specializzò ben presto nella commedia, dirigendo più volte Louis de Funès. Tra il 1975 e il 1979 fu anche attivo nel cinema pornografico, usando lo pseudonimo John Thomas. Fu anche attivo come regista e sceneggiatore televisivo.

## Filmografia

### Regista
- Un giovane, una giovane (Un garçon, une fille. Le dix-septième ciel) (1966)
- Un idiot à Paris (1967)
- Il caldo amore di Evelyn (La Petite vertu) (1968)
- Decameron '69, co-regia collettiva (1969)
- Beato fra le donne (L'Homme orchestre) (1970)
- Aggrappato ad un albero, in bilico su un precipizio a strapiombo sul mare (Sur un arbre perché) (1971)
- La divorziata (Les Feux de la Chandeleur) (1972)
- Ursule et Grelu (1974)
- La ninfomane (À bout de sexe) (1975)
- Hard Love: Le pornoadolescenti (Hard Love) (1975)
- Il piacere fino al delirio (Dans la chaleur de Julie) (1975)
- Excès (1976)
- Hurlements de plaisir (1976)
- L'Essayeuse (1976)
- Orgia Tranxexual Gee (Cailles sur canapé) (1977)
- L'odyssée de l'extase (1977)
- Pornotissimo (1977)
- Et vive la liberté! (1978)
- Je vous ferai aimer la vie (1979)
- Un jour un tueur (1979)
- Ta gueule, je t'aime! (1980)
- Cherchez l'erreur (1980)
- À notre regrettable époux (1988)
- Les Bidochon (1996)

### Sceneggiatore
- Canicola (Canicule), regia di Yves Boisset (1984)

### Attore
- Cleo dalle 5 alle 7 (Cléo de 5 à 7), regia di Agnès Varda (1962)

## Doppiatori italiani
- Gianfranco Bellini in Cleo dalle 5 alle 7